# 北格蘭比 (康乃狄克州)
北格蘭比（英語：North Granby）是位於美國康乃狄克州哈特福縣的一個人口普查指定地區。

## 地理
北格蘭比的座標為41°59′45″N 72°49′50″W / 41.99583°N 72.83056°W，而該地最高點為海拔高度89米（即293英尺）。

## 人口
根據2010年美國人口普查的數據，北格蘭比的面積為21.60平方千米，當中陸地面積為21.60平方千米，而水域面積為0.00平方千米。當地共有人口1944人，而人口密度為每平方千米90人。